# Illes Shetland del Sud

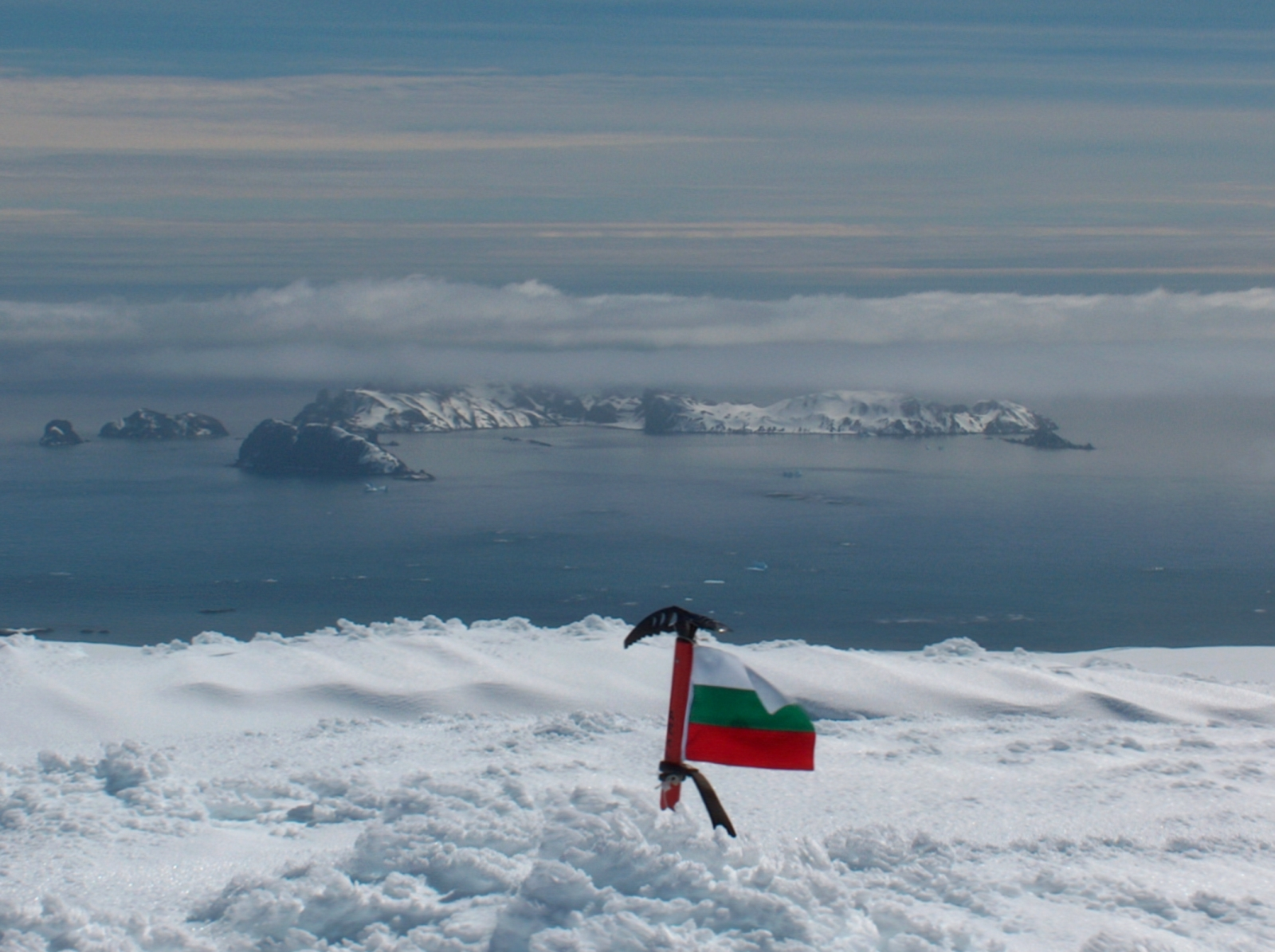
L'illa Desolació (al fons) des de l'illa Livingston.

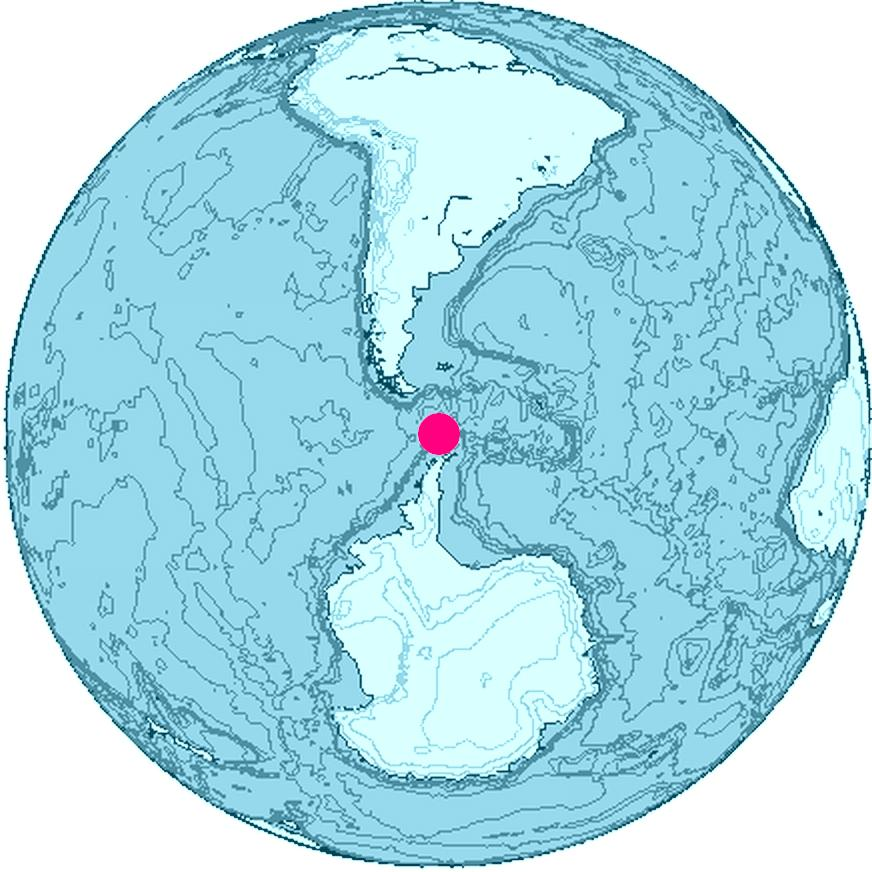
Situació de les Illes Shetland del Sud

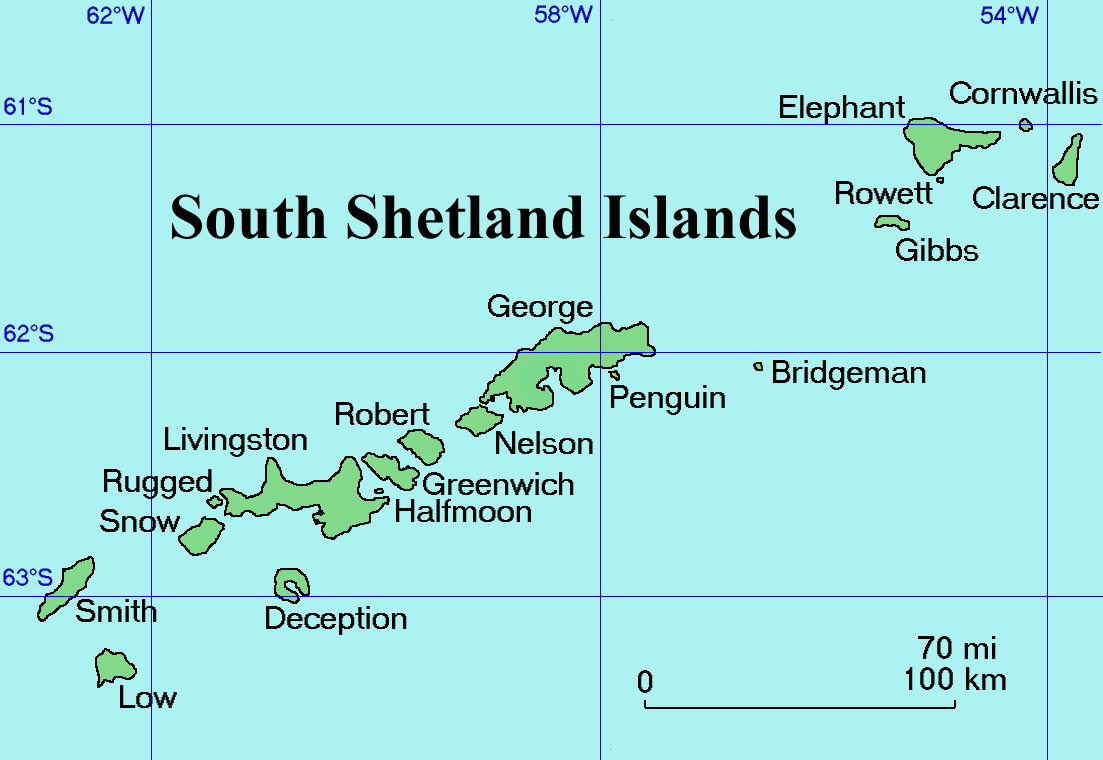
Mapa de les illes Shetland del Sud.

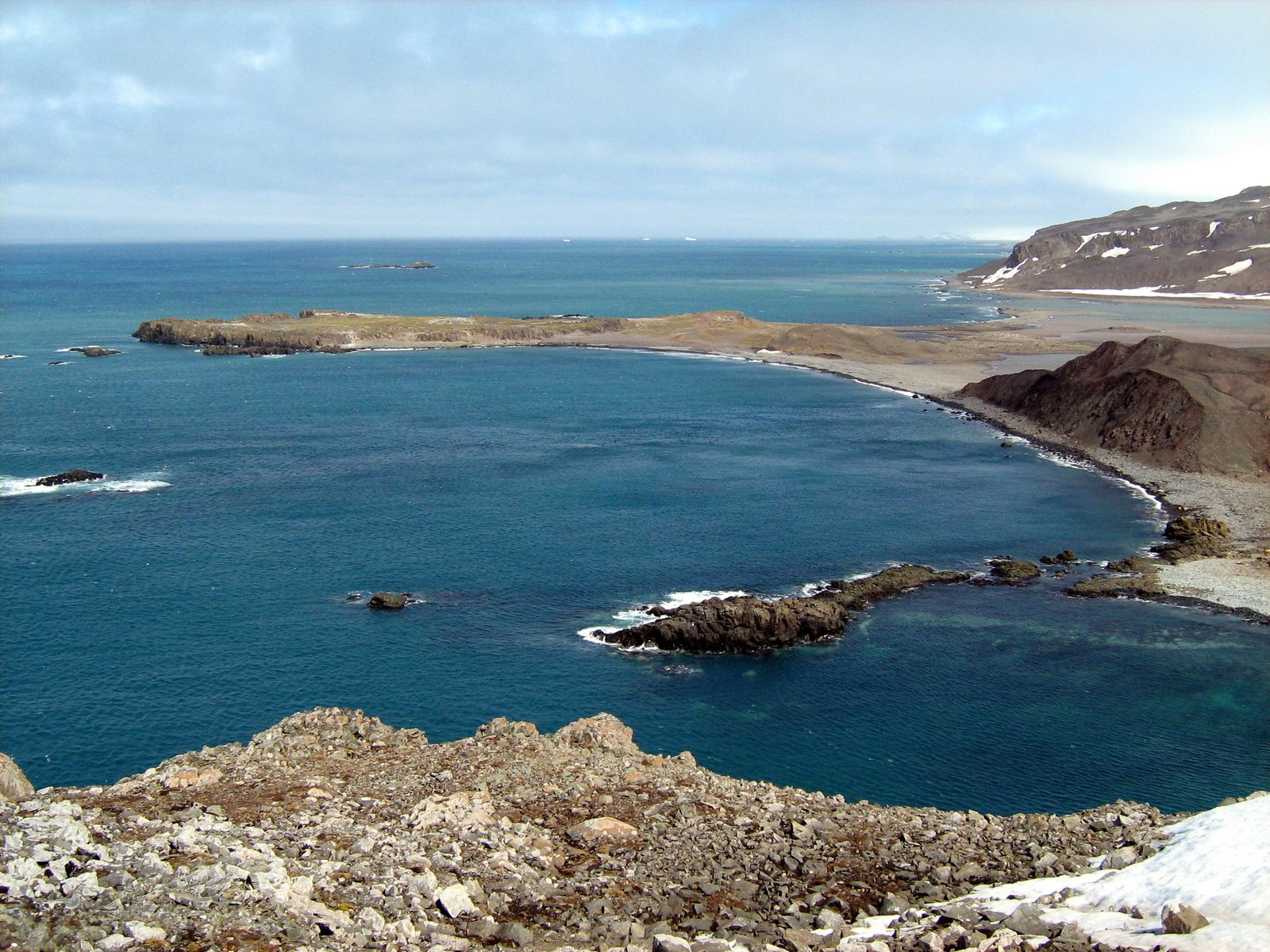
Illa del Rei Jordi

Les Illes Shetland del Sud són un arxipèlag d'illes antàrtiques situades unes 120 km al nord de la Península Antàrtica.
Les illes foren descobertes per William Smith en 19 de febrer de 1819. La seva sobirania no està ben establerta, havent estat aparcada d'ençà de la signatura del Tractat d'Antàrtic. El Regne Unit, Xile i l'Argentina en reclamen la sobirania, si bé des de la signatura del Tractat Antàrtic el 1959 aquest aspecte ha estat aparcat i les illes són obertes a tots els signataris del Tractat per a usos pacífics.
Diversos països disposen de bases de recerca a les illes Shetland del Sud. La majoria estan situades a l'illa del Rei Jordi, aprofitant l'aeròdrom xilè de la base Eduardo Frei.
El seu nom es deriva de les illes Shetland, un arxipèlag al nord de les Illes Britàniques.

## Mapa
- L.L. Ivanov. Antarctica: Livingston Island and Greenwich, Robert, Snow and Smith Islands. Scale 1:120000 topographic map. Troyan: Manfred Wörner Foundation, 2009. ISBN 978-954-92032-6-4 (anglès)

## Illes
De nord a sud:
- Illa de Cornwallis
- Illa Elephant
- Illa Clarence
- Illa Rowett
- Illa Gibbs
- Illa del Rei Jordi
- Illa Bridgeman
- Illa Penguin
- Illa Nelson
- Illa Robert
- Illa Greenwich
- Illa Halfmoon
- Illa Livingston
- Illa Rugged
- Illa Snow
- Illa Smith
- Illa Decepció
- Illa Low